# Gert Broge
Gert Broge (født 13. august 1947) var en dansk skolemand og sløjdlærer.
Gert Broge tog lærereksamen fra Marselisborg Seminarium i Århus i 1976. Han var lærer på Parkvejens Skole i Odder 1976-1991 i bl.a. sløjd. I perioden 1987-1991 var han desuden fagkonsulent i sløjd i Undervisningsministeriet, og i 1991 blev han exam.pæd. i sløjd. Han var dernæst konstitueret forstander for Dansk Sløjdlærerskole 1991-1993, hvorefter han blev forstander/rektor for Sløjdhøjskolen i Esbjerg fra 1993 og indtil uddannelsen ved en omstrukturering i 2001 blev lagt ind under CVU Vest, og han fra 2001 betegnedes som centerleder for Sløjdhøjskolen indtil pensioneringen i 2009.
1985–1987 sad Broge i hovedstyrelsen for Danmarks Sløjdlærerforening. Han har været bestyrelsesmedlem i Læreruddannelsens Sløjdlærerforening, præsidiemedlem i NordFo og censor og medlem af lektorbedømmelsesudvalget i sløjd i læreruddannelsen.
Han har skrevet flere bøger og artikler om sløjd.
Efter pensioneringen bosatte han sig i Grenå.
Ved Danmarks Sløjdlærerforenings hovedstyrelsesmøde i marts 2011 blev Gert Broge udnævnt til æresmedlem af foreningen for sin indsats for sløjd gennem årene.